# Pyrausta quinquemaculalis
Pyrausta quinquemaculalis là một loài bướm đêm trong họ Crambidae.